# Gązwa
Gązwa (niem. Gonswen, 1938–1945 Gansen) – wieś w Polsce położona w województwie warmińsko-mazurskim, w powiecie mrągowskim, w gminie Mrągowo. W latach 1975–1998 miejscowość administracyjnie należała do województwa olsztyńskiego.
Nazwa miejscowości pochodzi od nazwiska Jana Gązwy, założyciela wsi. Pierwotnie wieś miała kształt ulicówki, później jednak, po separacji gruntów wiejskich, powstały kolonie w rozproszonej zabudowie.

## Historia
Wieś założona została w 1572. Wtedy to Jan Gązwa, zasadźca, otrzymał od starosty Szestna Andrzeja Jonasa 22 włóki celem założenia wsi czynszowej. W pierwszej połowie XVIII w. wieś została wyludniona. Jesienią 1657 r. najazd tatarski spustoszył okolice Szestna, w tym Gązwę, doprowadzając do jej całkowitego zniszczenia. W czasie najazdu tatarskiego prawdopodobnie zginęli wszyscy jej mieszkańcy (80 osób). Różnego rodzaju klęski, w tym klęska zarazy, wyludniły ponownie wieś na początku XVIII w., aż 20 włók trzeba było ponownie zasiedlać. W 1737 r. pięcioro tutejszych dzieci uczęszczało do nowo założonej szkoły w Polskiej Wsi. W drugiej połowie XVIII w. zatrudniono nauczyciela, co wskazuje, że działała tu szkoła wiejska. W 1785 r. w Gązwie było 11 domów. W 1815 r. 17 domów i 99 mieszkańców. Tę samą liczbę mieszkańców wymienia się w 1821 r., zaś w 1838 r. – 12 domów ze 134 mieszkańcami. W 1818 r. nauczycielem w tutejszej szkole był Jakub Sala (Jakub Sała), który uczył po polsku 24 dzieci (w tym dzieci ze Stamki). W 1848 r. we wsi było 20 budynków mieszkalnych i 155 mieszkańców. W 1870 r. we wsi mieszkało 160 osób. W 1894 r. było tu już 355 mieszkańców.
W 1928 r. we wsi i na wybudowaniach mieszkało 315 osób. W 1935 r. we wsi była dwuklasowa szkoła, w której nauczało dwóch nauczycieli, a uczyło się 61 uczniów. W 1938 r. ówczesne władze niemieckie, w ramach akcji germanizacyjnej, zmieniły urzędową nazwę miejscowości z Gonswen na Gansen. W 1939 r. we wsi było 315 mieszkańców. W obszarze wiejskim znajdowało się wtedy 78 gospodarstw domowych, w tym 62 gospodarstwa rolne, z których 13 miało wielkość 10–20 ha i 5 miało areał w granicach 20–100 ha.
W 1973 do sołectwa Gązwa należała także osada Stamka (Klein Stamm).

## Ochrona przyrody
W pobliżu wsi znajduje się obszar sieci Natura 2000 „Gązwa” PLH280011 oraz wchodzący w jego skład rezerwat przyrody Gązwa.